# 斯特里茨 (伊利諾伊州)
斯特里茨（英語：Stiritz）是位於美國伊利諾伊州威廉森縣的一個非建制地區。該地的面積和人口皆未知。

## 地理
斯特里茨的座標為37°50′10″N 88°56′54″W / 37.83611°N 88.94833°W，而該地的平均海拔高度為124米（即407英尺）。